# Каповсин (Вашингтон)
Каповсин (енгл. Kapowsin) насељено је место без административног статуса у америчкој савезној држави Вашингтон.

## Демографија
По попису из 2010. године број становника је 333.
| Група             | 2000.    | 2010.       |
| Белци             | 0 (0,0%) | 289 (86,8%) |
| Афроамериканци    | 0 (0,0%) | 1 (0,3%)    |
| Азијати           | 0 (0,0%) | 5 (1,5%)    |
| Хиспаноамериканци | 0 (0,0%) | 18 (5,4%)   |
| Укупно            | 0        | 333         |